# فهرست شرکت‌های سهامی عام بر پایه ارزش بازار
فهرست شرکت‌های سهامی عام بر پایه ارزش بازار که در ادامه خواهد آمد، فهرست بزرگ‌ترین شرکت‌های سهامی عام و شرکت‌های دولتی است که به صورت تخمینی بر اساس ارزش بازار آن‌ها مرتب‌سازی شده‌است. تمامی ارقام برحسب میلیون دلار هستند.

## شرکت‌های تریلیون دلاری
جدول زیر شرکت‌هایی که در مقطعی دارای ارزش بازاری بیش از ۱ تریلیون دلار بوده‌اند و تاریخی که در آن به این ارزش رسیده‌اند را فهرست می‌کند.
| شرکت         | کشور                                           | زمان زسیدن به این ارزش برای اولین بار | زمان زسیدن به این ارزش برای اولین بار | زمان زسیدن به این ارزش برای اولین بار | تاریخ ثبت مقدار | ارزش شرکت (به میلیارد دلار) | ارزش شرکت (به میلیارد دلار) | یادداشت‌ها                   |
| شرکت         | کشور                                           | ۱ تریلیون دلار                        | ۲ تریلیون دلار                        | ۳ تریلیون دلار                        | تاریخ ثبت مقدار | تعدیل‌نشده                   | تعدیل‌شده با تورم | یادداشت‌ها                   |
| ------------ | ---------------------------------------------- | ------------------------------------- | ------------------------------------- | ------------------------------------- | --------------- | --------------------------- | --- | --------------------------- |
| اپل          | .                                              | ۲ اوت ۲۰۱۸                            | ۱۹ اوت ۲۰۲۰                           | ۳ ژانویه ۲۰۲۲                         | ۳۰ ژوئن ۲۰۲۳    | ۳٬۰۶۲                       | خطا هنگام استفاده از &#۱۲۳;&#۱۲۳;تورم&#۱۲۵;&#۱۲۵;: خطای عبارت: نویسه نقطه‌گذاری شناخته نشده «۱» و &#۱۲۴;سال آغاز&#۶۱;۲٬۰۲۳ (پارامتر ۳) بزرگ‌تر از جدیدتری سال در دسترس (۲۰۲۲) در شاخص «US» است. | [ ۳ ] [ ۴ ] [ ۵ ]           |
| مایکروسافت   | •                                              | ۷ ژوئن ۲۰۱۹                           | ۲۲ ژوئن ۲۰۲۱                          | —                                     | ۱۸ ژوئیه ۲۰۲۳   | ۲٬۶۷۰                       | خطا هنگام استفاده از &#۱۲۳;&#۱۲۳;تورم&#۱۲۵;&#۱۲۵;: خطای عبارت: نویسه نقطه‌گذاری شناخته نشده «۱» و &#۱۲۴;سال آغاز&#۶۱;۲٬۰۲۳ (پارامتر ۳) بزرگ‌تر از جدیدتری سال در دسترس (۲۰۲۲) در شاخص «US» است. | [ ۶ ] [ ۷ ] [ ۸ ] [ ۹ ]     |
| انویدیا      | بریتانیا · ایالات متحده آمریکا                 | ۳۰ مه mp                              | —                                     | —                                     | ۲۳ اوت ۲۰۲۳     | ۱٬۲۰۰                       | خطا هنگام استفاده از &#۱۲۳;&#۱۲۳;تورم&#۱۲۵;&#۱۲۵;: خطای عبارت: نویسه نقطه‌گذاری شناخته نشده «۱» و &#۱۲۴;سال آغاز&#۶۱;۲٬۰۲۳ (پارامتر ۳) بزرگ‌تر از جدیدتری سال در دسترس (۲۰۲۲) در شاخص «US» است. | [ ۱۰ ] [ ۱۱ ] [ ۱۲ ]        |
| شرکت آلفابت  | استرالیا · ایالات متحده آمریکا · اتحادیه اروپا | ۱۶ ژانویه ۲۰۲۰                        | ۸ نوامبر ۲۰۲۱                         | —                                     | ۱۸ نوامبر ۲۰۲۱  | ۲٬۰۰۰                       | ۲٬۱۶۰ | [ ۱۳ ] [ ۱۴ ] [ ۱۵ ] [ ۱۶ ] |
| آمازون       | ایالات متحده آمریکا · نیوزیلند                 | ۴ سپتامبر ۲۰۱۸                        | —                                     | —                                     | ۱۳ ژوئیه ۲۰۲۱   | ۱٬۹۰۰                       | ۲٬۰۵۲ | [ ۱۷ ]                      |
| متا پلتفرمز  | ایالات متحده آمریکا · کانادا                   | ۲۸ ژوئن ۲۰۲۱                          | —                                     | —                                     | ۷ سپتامبر ۲۰۲۱  | ۱٬۰۷۸                       | ۱٬۱۶۴ | [ note ۱ ] [ ۱۹ ]           |
| سعودی آرامکو | عربستان سعودی · امارات متحده عربی              | ۱۱ ستامبر ٢٠١٨                        | ۱۲ دسامبر ۲۰۱۹                        | —                                     | ۱۰ مه ۲۰۲۲      | ۲٬۴۵۰                       | ۲٬۴۵۰ | .:                          |
| پتروچاینا    | هنگ کنگ · چین                                  | ۵ نوامبر۲۰۰۷                          | —                                     | —                                     | ۵ نوامبر ۲۰۰۷   | ۱٬۲۰۰                       | ۱٬۴۷۵ | [ note ۲ ]                  |

## شرکت‌های سهامی عام

### ۲۰۱۹
این فهرست در تاریخ ۲۸ ژوئن ۲۰۱۹ به‌روزرسانی شده‌است.
| رتبه | سه ماه اول          | سه ماه اول              | سه ماه دوم          | سه ماه دوم              |
| ---- | ------------------- | ----------------------- | ------------------- | ----------------------- |
| ۱    | ایالات متحده آمریکا | اپل ۹۰۴٬۸۶۰             | ایالات متحده آمریکا | اپل ۱٬۰۲۸٬۰۰۰           |
| ۲    | ایالات متحده آمریکا | مایکروسافت ۸۹۵٬۶۷۰      | ایالات متحده آمریکا | مایکروسافت ۹۲۸٬۵۴۰      |
| ۳    | ایالات متحده آمریکا | آلفابت ۸۷۴٬۷۱۰          | ایالات متحده آمریکا | آلفابت ۹۱۱٬۲۴۰          |
| ۴    | ایالات متحده آمریکا | آمازون ۸۱۸٬۱۶۰          | ایالات متحده آمریکا | آمازون ۷۵۱٬۱۷۰          |
| ۵    | ایالات متحده آمریکا | فیس‌بوک ۴۹۳٬۷۵۰          | ایالات متحده آمریکا | فیس‌بوک ۵۵۱٬۴۹۰          |
| ۶    | ایالات متحده آمریکا | برکشایر هاتاوی ۴۷۵٬۷۳۰  | ایالات متحده آمریکا | برکشایر هاتاوی ۵۲۱٬۱۰۰  |
| ۷    |                     | گروه علی‌بابا ۴۷۲٬۹۴۰    |                     | گروه علی‌بابا ۴۳۹٬۱۵۰    |
| ۸    |                     | تنسنت ۴۴۰٬۹۸۰           |                     | تنسنت ۴۳۲٬۰۸۰           |
| ۹    | ایالات متحده آمریکا | جانسون و جانسون ۳۷۲٬۲۳۰ | ایالات متحده آمریکا | جانسون و جانسون ۳۷۰٬۳۰۰ |
| ۱۰   | ایالات متحده آمریکا | اکسان‌موبیل ۳۴۲٬۱۷۰      | ایالات متحده آمریکا | جی‌پی‌مورگان چیس ۳۶۳٬۴۵۰  |

### ۲۰۱۵
این لیست بر اساس فایننشیال تایمز جهانی ۵۰۰ و به تاریخ ۳۱ دسامبر ۲۰۱۵ تهیه شده‌است.
| رتبه | سه ماه اول          | سه ماه اول                          | سه ماه دوم          | سه ماه دوم                          | سه ماه سوم          | سه ماه سوم              | سه ماه چهارم        | سه ماه چهارم            |
| ---- | ------------------- | ----------------------------------- | ------------------- | ----------------------------------- | ------------------- | ----------------------- | ------------------- | ----------------------- |
| ۱    | ایالات متحده آمریکا | اپل ۷۲۴٬۷۷۳٫۱                       | ایالات متحده آمریکا | اپل ۷۲۲٬۵۷۶٫۹                       | ایالات متحده آمریکا | اپل ۶۲۱٬۹۳۹             | ایالات متحده آمریکا | اپل ۵۹۸٬۳۴۴             |
| ۲    | ایالات متحده آمریکا | اکسان موبیل ۳۵۶٬۵۴۸٫۷               | ایالات متحده آمریکا | مایکروسافت ۳۵۷٬۱۵۴٫۴                | ایالات متحده آمریکا | گوگل ۴۰۷٬۸۷۰            | ایالات متحده آمریکا | آلفابت ۵۳۴٬۰۹۰          |
| ۳    | ایالات متحده آمریکا | برکشایر هاتاوی ۳۵۶٬۵۱۰٫۷            | ایالات متحده آمریکا | اکسان موبیل ۳۴۷٬۸۶۸٫۱               | ایالات متحده آمریکا | مایکروسافت ۳۴۷٬۴۳۲      | ایالات متحده آمریکا | مایکروسافت ۴۴۹٬۷۹۹      |
| ۴    | ایالات متحده آمریکا | گوگل ۳۴۵٬۸۴۹٫۲                      | ایالات متحده آمریکا | گوگل ۳۳۶٬۰۱۴٫۵                      | ایالات متحده آمریکا | برکشایر هاتاوی ۳۱۸٬۱۸۰  | ایالات متحده آمریکا | برکشایر هاتاوی ۳۲۳٬۷۵۰  |
| ۵    | ایالات متحده آمریکا | مایکروسافت ۳۳۳٬۵۲۴٫۸                | ایالات متحده آمریکا | برکشایر هاتاوی ۳۳۶٬۰۱۴٫۵            | ایالات متحده آمریکا | اکسان موبیل ۳۰۴٬۲۴۵     | ایالات متحده آمریکا | اکسان موبیل ۳۲۵٬۱۶۷     |
| ۶    |                     | پترو چاینا ۳۲۹٬۷۱۵٫۱                |                     | پترو چاینا ۳۱۹٬۳۹۱٫۶                | ایالات متحده آمریکا | جانسون و جانسون ۲۵۷٬۶۳۷ | ایالات متحده آمریکا | آمازون ۳۲۳٬۰۰۹          |
| ۷    | ایالات متحده آمریکا | ولز فارگو ۲۷۹٬۹۱۹٫۷                 |                     | بانک صنعتی و بازرگانی چین ۲۹۸٬۵۳۱٫۵ | ایالات متحده آمریکا | جنرال الکتریک ۲۴۸٬۰۶۹   | ایالات متحده آمریکا | جنرال الکتریک ۳۱۳٬۸۹۲   |
| ۸    | ایالات متحده آمریکا | جانسون و جانسون ۲۷۹٬۷۲۳٫۹           | ایالات متحده آمریکا | ولز فارگو ۲۸۹٬۵۹۱٫۳                 |                     | چاینا موبایل ۲۴۳٬۱۸۶    | ایالات متحده آمریکا | جانسون و جانسون ۲۸۷٬۱۵۳ |
| ۹    |                     | بانک صنعتی و بازرگانی چین ۲۷۵٬۳۸۹٫۱ | ایالات متحده آمریکا | جانسون و جانسون ۲۷۰٬۲۶۰٫۸           | پرچم سوئیس          | نوآرتیس ۲۴۰٬۳۷۳         | ایالات متحده آمریکا | ولز فارگو ۲۸۱٬۷۷۰       |
| ۱۰   | پرچم سوئیس          | نوآرتیس ۲۶۷٬۸۹۷٫۰                   | ایالات متحده آمریکا | جنرال الکتریک ۲۶۷٬۷۱۷٫۴             | پرچم سوئیس          | نستله ۲۳۳٬۳۶۱           | ایالات متحده آمریکا | جی‌پی‌مورگان چیس ۲۴۵٬۱۲۶  |

### ۲۰۱۴
فهرست زیر بر اساس فایننشل تایمز جهانی ۵۰۰ و در تاریخ ۳۰ سپتامبر ۲۰۱۴ تهیه شده‌است. گروه علی‌بابا که پس از این تاریخ سهامی عام شد و دارای ارزش ۲۷۷٫۵ میلیارد دلار بوده‌است، در این فهرست قرار نگرفته‌است.
| رتبه | سه ماه اول          | سه ماه اول                  | سه ماه دوم          | سه ماه دوم                  | سه ماه سوم          | سه ماه سوم                  |
| ---- | ------------------- | --------------------------- | ------------------- | --------------------------- | ------------------- | --------------------------- |
| ۱    | ایالات متحده آمریکا | اپل ▲ ۴۷۸٬۷۶۶٫۱             | ایالات متحده آمریکا | اپل · ۵۶۰٬۳۳۷٫۴             | ایالات متحده آمریکا | اپل · ۶۰۳٬۲۷۷٫۴             |
| ۲    | ایالات متحده آمریکا | اکسان‌موبیل ▲ ۴۲۲٬۰۹۸٫۳      | ایالات متحده آمریکا | اکسان‌موبیل · ۴۳۲٬۳۵۷٫۳      | ایالات متحده آمریکا | اکسان‌موبیل ▲ ۴۰۱٬۰۹۴٫۱      |
| ۳    | ایالات متحده آمریکا | مایکروسافت · ۳۴۰٬۲۱۶٫۸      | ایالات متحده آمریکا | گوگل · ۳۵۸٬۳۴۷٫۳            | ایالات متحده آمریکا | مایکروسافت · ۳۸۱٬۹۵۹٫۷      |
| ۴    | ایالات متحده آمریکا | گوگل · ۳۱۳٬۰۰۳٫۹            | ایالات متحده آمریکا | مایکروسافت · ۳۴۴٬۴۵۸٫۸      | ایالات متحده آمریکا | گوگل · ۳۶۱٬۹۹۸٫۴            |
| ۵    | ایالات متحده آمریکا | برکشایر هاتاوی · ۳۰۸٬۰۹۰٫۶  | ایالات متحده آمریکا | برکشایر هاتاوی · ۳۱۲٬۲۱۶٫۷  | ایالات متحده آمریکا | برکشایر هاتاوی · ۳۴۰٬۰۵۵٫۰  |
| ۶    | ایالات متحده آمریکا | جانسون و جانسون · ۲۷۷٬۸۲۶٫۲ | ایالات متحده آمریکا | جانسون و جانسون ▲ ۲۷۶٬۸۳۷٫۰ | ایالات متحده آمریکا | جانسون و جانسون · ۳۰۰٬۶۱۴٫۲ |
| ۷    | ایالات متحده آمریکا | ولز فارگو · ۲۶۱٬۲۱۷٫۵       | ایالات متحده آمریکا | ولز فارگو · ۲۶۱٬۲۱۷٫۵       | ایالات متحده آمریکا | ولز فارگو · ۲۷۰٬۷۸۲٫۴       |
| ۸    | ایالات متحده آمریکا | جنرال الکتریک ▲ ۲۵۹٬۵۴۷٫۳   | بریتانیا            | رویال داچ شل · ۲۶۹٬۵۶۳٫۴    | ایالات متحده آمریکا | جنرال الکتریک ▲ ۲۵۷٬۰۶۸٫۴   |
| ۹    | سوئیس               | هوفمان-لا روش · ۲۵۸٬۵۴۲٫۱   | ایالات متحده آمریکا | جنرال الکتریک · ۲۶۳٬۵۲۹٫۶   | سوئیس               | نوارتیس · ۲۵۵٬۳۲۶٫۴         |
| ۱۰   | ایالات متحده آمریکا | وال‌مارت ▲ ۲۴۶٬۸۰۵٫۷         | سوئیس               | هوفمان-لا روش ▲ ۲۵۶٬۳۲۲٫۸   | سوئیس               | هوفمان-لا روش ▲ ۲۵۴٬۵۴۳٫۸   |